# Дезир, Арлем
Арлем Дезир (фр. Harlem Désir; 25 ноября 1959, Париж) — французский политический деятель, первый секретарь Социалистической партии Франции (2012—2014). Член Европейского парламента от Иль-де-Франса с 1999 по 2014 год. В 2017 году назначен представителем ОБСЕ по свободе СМИ.

## Молодость и образование
Родился в семье мартиниканца и уроженки Эльзаса. Учился в Университете Пантеон-Сорбонна, где он получил степень лицензиата в философии в 1983 году.

## SOS Racisme
Он был первым президентом французской антирасистской организации SOS Racisme в период между 1984 и 1992 годами.

## Политическая карьера
Арлем Дезир был впервые избран в Европейский парламент в 1999 году. Он был переизбран в 2004 и 2009.

## Лидер партии
30 июня 2011, он был делегатом первого секретаря Социалистической партии во время кампании Мартин Обри для первичных выборов социалистической партии, которая начала свою кампанию на президентских выборах 2012 года 28 июня 2011 года. После отставки Мартин Обри 16 сентября 2012, он стал временным первым секретарем Социалистической партии.
Одобренный Мартин Обри и премьер-министром Жан-Марком Эро до следующего съезда партии, он был избран первым секретарем партии 18 октября 2012. Он стал первым чернокожим человеком, который возглавил большую европейскую политическую партию.

## Работа в социалистических правительствах
9 апреля 2014 года занял должность государственного секретаря по европейским делам в первом правительстве Вальса, затем сохранил её во втором правительстве Вальса.
Отказался от переизбрания в Европарламент 25 мая 2014 года ввиду включения в состав правительства, и его место заняла Кристин Рево д’Аллон-Боннфуа, третий номер в списке социалистов по департаменту Иль-де-Франс, которая в итоге была избрана.
6 декабря 2016 года вновь получил то же назначение при формировании правительства Казнёва.
7 декабря 2016 года Мануэль Вальс официально объявил о вступлении в борьбу за выдвижение кандидатом от Социалистической партии на президентских выборах 2017 года, и Арлем Дезир с первого дня выступил в его поддержку.
6 апреля 2017 года в ведение Дезира дополнительно переданы вопросы внешней торговли и развития туризма ввиду назначения Маттиаса Фекля министром внутренних дел.
17 мая 2017 года сформировано первое правительство Филиппа, в состав которого Дезир не вошёл.

## Международная деятельность
18 июля 2017 года назначен представителем ОБСЕ по свободе СМИ (по сведениям «Le Monde», это решение стало компромиссным после длительных переговоров с Россией, стремившейся защитить свои интересы на фоне обострившихся из-за конфликта в Донбассе отношений с Западом).

## Семья
Женат вторым браком. Имеет двоих детей.